# Морено де Альборан, Николас
Николас Морено де Альборан (англ. Nicolas Moreno de Alboran; род. 14 июля 1997, Нью-Йорк, Нью-Йорк) — американский профессиональный теннисист. Победитель четырёх турниров ATP Challenger (3 — в одиночном разряде) и 8 турниров ITF (3 — в одиночном разряде).

## Биография
Морено де Альборан, американец испанского происхождения, родился в Нью-Йорке. Подростком переехал в Лондон, где учился в школе Ibstock Place в Роухэмптоне, которую окончил в 2015 году. Тренировался в «Дьюкс Медоуз» в Чизвике и представлял Испанию на юношеских соревнованиях, затем переехал в Соединенные Штаты. В детстве он также играл в регби и футбол.
Морено де Альборан учился в Калифорнийском университете Санта-Барбара, где добился больших успехов в теннисе и в выпускной год входил в число 10 лучших игроков колледжей в стране. Он изучал экологию.

## Спортивная карьера
Морено де Альборан играл в американских студенческих турнирах по теннису за Калифорнийский университет в Санта-Барбаре. Иногда принимал участие на турнирах ITF.
В 2019 году Николас принял решение стать теннисистом-профессионалом. Во второй половине сезона 2021 года стал регулярно выступать на турнирах ATP Challenger тура.
В 2022 году Николас выиграл свой первый титул на «Челленджере» на Открытом чемпионате Браги в Португалии.
После третьего финала «челленджера» на Открытом чемпионате Ченнаи, где проиграл Максу Пёрселлу, 20 февраля 2023 года он вошёл в топ-200 мирового рейтинга. Свой второй титул завоевал на турнире серии «Челленджер» на теннисном чемпионате Тайлера в июне 2023 года.
В августе 2023 года Николас дебютировал на турнире Большого шлема. На Открытом чемпионате США по теннису после победы в квалификации, он сыграл в перовм раунде против итальянца Лоренцо Сонего, но уступил в трёх сетах.
В начале 2024 года Морено де Альборан прошел квалификацию на Открытый чемпионат Далласа, обыграв Дениса Кудлу в последнем раунде квалификации. Также прошел квалификацию на следующий турнир — Открытый чемпионат Делрей-Бич, обыграв в последнем отборочном раунде первого сеяного Флавио Коболли. Здесь же выиграл свой первый матч в основной сетке ATP тура у соотечественника Александра Ковачевича. В 2024 году также успешно прошёл квалификацию на BNP Paribas Open в Индиан-Уэллсе, где дебютировал на Мастерсе.
В апреле 2024 года, на грунтовых кортах, Николас вновь победил в квалификации к турниру Гран-при Хасана II. В основной сетке он одержал победу над Факундо Диасом Акостой и Давидом Гоффеном, выйдя в свой первый четвертьфинал турниров ATP в карьере.
В мае 2024 года, на Открытом чемпионате Франции по теннису, Николас Морено де Альборан получил wildcard в основную сетку турнира. В первом раунде в упорном четырёхсетовом матче уступил своему соотечественнику Брэндону Накашиме.

## Рейтинг на конец года
| Год  | Одиночный рейтинг | Парный рейтинг |
| 2023 | 152               | 476            |
| 2022 | 215               | 0              |
| 2021 | 348               | 623            |
| 2020 | 597               | 627            |
| 2019 | 632               | 818            |

## Выступления на турнирах

### Финалы турнировATPв одиночном разряде (0)

#### Победы (0)
| Легенда                     |
| --------------------------- |
| Турниры Большого шлема (0)* |
| Итоговый турнир ATP (0)     |
| ATP Мастерс 1000 (0)        |
| АТР 500 (0)                 |
| АТР 250 (0)                 |

| Титулы по покрытиям | Титулы по месту проведения матчей турнира |
| ------------------- | ----------------------------------------- |
| Хард (0)            | Зал (0)                                   |
| Грунт (0)           | Зал (0)                                   |
| Трава (0)           | Открытый воздух (0)                       |
| Ковёр (0)           | Открытый воздух (0)                       |

* количество побед в одиночном разряде.